# Prison d'Aiud
La prison d'Aiud (en roumain : Penitenciarul Aiud) est un complexe pénitentiaire roumain situé dans la localité d'Aiud (Județ d'Alba), dans le centre de la Transylvanie. Elle est tristement célèbre pour le traitement de ses détenus politiques, en particulier pendant la Seconde Guerre mondiale sous le régime d'Ion Antonescu, et plus tard sous le régime communiste.

## Histoire

### Premiers jours
La première mention de la structure date de 1786. De 1839 à 1849, elle servit de prison à côté du tribunal d'Aiud. Après avoir été dévastée par un incendie en janvier 1849, une nouvelle prison est construite en 1857 et achevée en 1860. Une unité d'isolement, nommée Zarca (du hongrois zárka, signifiant solitaire), a été ajoutée en 1881–1882. Enfin, entre 1889 et 1892, une unité en forme de T avec 312 cellules individuelles a été érigée.

### L'entre-deux-guerres et la Seconde Guerre mondiale
Au cours de la période 1926-1943, quelque 143 militants communistes ont été emprisonnés au pénitencier d'Aiud. De plus, après la défaite de la rébellion des légionnaires en 1941, des membres de la Garde de fer y furent également détenus. Le plus grand nombre de prisonniers politiques détenus à Aiud pendant la guerre s'est produit à la fin de 1944, lorsque 851 détenus avaient été reconnus coupables de crimes politiques et 6 étaient soupçonnés d'avoir commis de tels délits.

### L'ère communiste
Avec les prisons de Sighet, Gherla et Râmnicu Sărat, le pénitencier d'Aiud était le lieu de détention le plus important et le plus dur pour les prisonniers politiques de la Roumanie communiste. Les prisonniers politiques ont été détenus dans cet établissement de 1945 jusqu'à la révolution roumaine de 1989. En 1945, il ne restait plus que 164 détenus à Aiud; à la fin de 1946, il y avait 345 détenus condamnés pour crimes politiques. Ces chiffres ont augmenté en 1947 à 256, et en 1948 à 889. Dans l'ensemble, au cours des 4 premières années après la guerre, les autorités ont incarcéré à la prison d'Aiud 2 405 personnes condamnées et 1 683 personnes inculpées,.
D'octobre 1948 à novembre 1949, plus de 4 000 prisonniers politiques ont été amenés à la prison d'Aiud, alors qu'au début des années 1950, le taux annuel était supérieur à 2 000. Selon une étude réalisée par le Centre international d'études sur le communisme, 16,2% de tous les prisonniers politiques de la Roumanie communiste ont passé du temps à Aiud. De 1945 à 1965, 563 décès ont été enregistrés à la prison, culminant en 1947, 1950 et 1961 à 110, 81 et 49, respectivement. Ces décès étaient principalement dus au typhus, au froid, au manque de soins médicaux, à la malnutrition et à la détention solitaire à la Zarca. Le nombre total de décès de prisonniers à Aiud de 1945 à 1989 a été estimé à 782.
Un rapport de la CIA de janvier 1954 observe : « La prison d'Aiud est l'une des plus grandes et des plus dures de Roumanie. Aucune lettre ou colis provenant de chez eux n'est autorisé aux prisonniers politiques, sauf qu'ils sont parfois autorisés à écrire chez eux pour des vêtements d'hiver. [...] La punition consiste en l'enfermement dans la « réserve », une boîte presque sans air ; travail forcé; ou travailler sur le célèbre canal Danube-mer Noire . ». Dans ses mémoires, Donnez-nous chaque jour notre prison quotidienne, Ion Ioanid raconte les 12 années qu'il a passées dans les prisons et les camps de travail de la Roumanie communiste. Il note que l'isolement d'Aiud du monde extérieur était le plus sévère et déclare : « Sa réputation était bien établie. La prison de toutes les prisons. C'est devenu un symbole. Le Saint des Saints. ».
De 1945 à 1948, le directeur de la prison d'Aiud était Alexandru Guțan ; pendant son mandat, le premier programme de rééducation en Roumanie communiste y a eu lieu. D'après son témoignage (disponible dans les archives du National Council for the Study of the Securitate Archives, « un travail de diversion politique qui conduirait à la discorde et à l'écrasement » était nécessaire. Alors que Ștefan Koller était le commandant de la prison, de 1953 à 1958, les conditions étaient extrêmement dures et plus de 100 détenus sont morts. La plupart des décès à Aiud sont survenus de 1958 à 1964, lorsque le célèbre colonel de la Securitate Gheorghe Crăciun était responsable.

### Utilisation actuelle
La prison est aujourd'hui en service en tant que « pénitencier à sécurité maximale »; en février 2022, il y avait 737 détenus à Aiud. En 2017, une salle du pénitencier a été dédiée à la mémoire d'un des prisonniers politiques de la période communiste, Petre Țuțea ; la salle est un espace destiné aux activités d'assistance éducative et psychosociale en faveur des détenus actuels.

## Directeurs
Les directeurs de la prison d'Aiud à l'époque communiste étaient les suivants,,, :
- Commandant Alexandru Guțan, 1945-1948
- Commandant Alexandru Farcas, 1948-1950
- Capitaine Nicolae Dorobanțu, 1950–1953
- Colonel Stefan Koller, 1953–1958
- Colonel Gheorghe Crăciun, novembre 1958 - 31 décembre 1964
- Colonel Iorgu Volcescu, 1965-1973
- Colonel Traian moldave, 1973-1978
- Lieutenant-colonel Mihai Damian, 1978-1981
- Colonel Vasile Rus, 1er décembre 1981-1er avril 1987
- Colonel Vasile Țârtan, 1er avril 1987-26 avril 1991

## Détenus notables
Ceci est une liste partielle des détenus notables de la prison d'Aiud; le symbole † indique ceux qui y sont morts.
- Horia Agarici
- Wolf von Aichelburg (de)
- Aurel Aldea†
- Bartolomeu Anania
- Constantin Anghelache
- Ioan Arbore
- Emil Bodnăraș
- Szilárd Bogdánffy†
- Sorin Bottez
- Traian Brăileanu†
- Harry Brauner
- Radu Budișteanu
- Constantin Bușilă (ro)†
- Emil Calmanovici†
- Corneliu Calotescu
- George Matei Cantacuzino
- Ion Caraion
- Ion Cârja
- Ștefan Cârjan
- Ioan Carlaonț†
- Radu Ciuceanu
- Alexandru Claudian
- Vladimir Constantinescu
- Dumitru Coroamă
- Nichifor Crainic
- Gheorghe A. Cuza (ro)†
- Sergiu Dan
- Ion Diaconescu
- Ioan Dumitrache
- Constantin Eftimiu†
- Gheorghe Eminescu
- Ilarion Felea†
- Radu Filipescu
- Gheorghe Flondor
- Valeriu Gafencu
- Constantin Gane†
- Victor Gomoiu
- Radu Gyr
- Pan Halippa
- Traian Herseni
- Iosif Iacobici (ro)†
- Ion Ioanid
- Modest Isopescu†
- George Ivașcu
- Gheorghe Koslinski (ro)†
- Radu Lecca
- Vasile Luca†
- Horia Macellariu
- Nicolae Macici†
- Gheorghe Manoliu
- Socrat Mardari (ro)†
- Ion Marian†
- Ion C. Marinescu†
- Istrate Micescu†
- Ioan Mocsony-Stârcea
- Gabriel Negrei†
- Petru Nemoianu†
- Gheron Netta (ro)†
- Constantin Nicolescu
- Alexandru Nicolschi
- Vasile Noveanu
- Gavril Olteanu†
- Nicolae Păiș
- Gherman Pântea
- Arsenie Papacioc
- I. Peltz
- Constantin Petrovicescu†
- Ion Petrovici
- Ion Sichitiu (ro)†
- Dumitru Stăniloae
- Gheorghe Stavrescu (ro)†
- Nicolae Steinhardt
- Paul Sterian
- Păstorel Teodoreanu
- Constant Tonegaru
- Ioan Topor (ro)†
- Constantin Trestioreanu (ro)
- Sandu Tudor†
- Petre Țuțea
- Ștefana Velisar Teodoreanu
- Mircea Vulcănescu†